# Myrmica karavajevi
Myrmica karavajevi – gatunek mrówek z podrodziny Myrmicinae. Nazwa gatunkowa honoruje rosyjskiego myrmekologa Władimira Karawajewa.

## Występowanie
Gatunek europejski, wykazany z Hiszpanii, Anglii, Francji, Belgii, Norwegii, Szwecji, Finlandii, Estonii, Szwajcarii, Niemiec, Włoch, Austrii, Czech, Polski, Białorusi, Ukrainy, Mołdawii i europejskiej części Rosji. Wszędzie jest rzadki.

## Charakterystyka
Od innych gatunków z rodzaju Myrmica odróżnia się płatowatymi wyrostkami po stronie brzusznej obu segmentów pomostka.

## Biologia
Myrmica karavajevi jest gatunkiem inkwilinistycznym – kasta robotnic nie występuje, królowe są obligatoryjnymi pasożytami społecznymi innych gatunków z rodzaju Myrmica (Myrmica rugolosa, Myrmica scabrinodis, Myrmica gallienii, Myrmica sabuleti i Myrmica lonae). Loty godowe odbywają w lipcu i sierpniu.